# Cartoon Network (India)
Cartoon Network India es un canal de televisión por cable y satélite de origen indio, versión local del canal estadounidense Cartoon Network dirigido al público de India, que inició sus emisiones el 1 de mayo de 1995 como el primer canal infantil en el país. El canal también cuenta con una señal hermana llamada Pogo, que transmite programación para un público más pequeño, de forma similar a canales internacionales de la misma Warner como Cartoonito. El canal principalmente transmite programas animados en cuatro idiomas diferentes: hindi, tamil, telugu e inglés. Tiene su sede en Bombay, Maharastra, India.

## Historia

### Lanzamiento

El logotipo original de Cartoon Network, utilizado desde el 1 de mayo de 1995 hasta el 7 de octubre de 2005. El logotipo sigue en uso como marca.

El canal hizo su primera transmisión el 1 de mayo de 1995 como canal doble con Cartoon Network operando desde las 5:30 a. m. hasta las 5:30 p. m. (más tarde 9:00 p. m.) y Turner Classic Movies (anteriormente TNT) tomando el resto de la programación diaria. El 1 de julio de 2001, Cartoon Network India se convirtió un canal separado durante las 24 horas. En 2004, comenzó un feed separado del canal dedicado a espectadores pakistaníes y bengalíes. Los programas retransmitidos en este feed son diferentes a los del feed indio. Tiene una traducción en algunas áreas. El canal era básicamente una retransmisión de Cartoon Network India en el comienzo, lo cual no es el caso ahora. Cartoon Network India es el único canal que transmitió la versión de Heidi doblada al inglés en 2001. Esta serie no se ha estrenado en ningún otro canal de Cartoon Network de todo el mundo.

### La década de 1990
Originalmente solo se transmitieron caricaturas de Hanna-Barbera como El show del Oso Yogui, Don gato y su pandilla, Los Picapiedra y Scooby Doo. El canal rápidamente comenzó a desarrollarse, emitiendo por primera vez caricaturas de MGM (Tom y Jerry, Droopy y Spike and Tyke) en 1996, y (luego de la compra de Turner por parte de WarnerMedia en 1996) programas de Warner Bros. (Looney Tunes, y muchas otras caricaturas relacionadas con Looney Tunes) en 1997. En 1998, Cartoon Network comenzó a emitir sus primeras series originales (Fantasma del Espacio de costa a costa y The Moxy Show), sin embargo, The Moxy Show fue pronto cancelada.
El 4 de enero de 1999, el canal comenzó a ofrecer versiones de sus series dobladas al hindi, como Scooby-Doo, Where are You!, Los Picapiedra, Los Supersónicos, SWAT Kats: The Radical Squadron, La Máscara: la serie animada, The Addams Family, The Real Adventures of Jonny Quest, Capitán Planeta y los planetarios y otros determinados programas seleccionados.
El 22 de agosto de 1999, el canal recibió un renombre, introduciendo nuevos bumpers, nuevas series y un nuevo tema "Powerhouse". Los nuevos programas para 1999 fueron sus series originales El laboratorio de Dexter, Cow and Chicken, I Am Weasel, Ed, Edd y Eddy y Johnny Bravo. El año siguiente, el 2000, vio incluso más originales de Cartoon Network introducidos, incluyendo The Powerpuff Girls, Mike, Lu y Og y Courage the Cowardly Dog. Algunos de estas series (Mike, Lu y Og, Ed, Edd y Eddy y Courage the Cowardly Dog), sin embargo, no fueron producidas por Cartoon Network Studios.

### La década del 2000
En febrero del 2000, el canal desde ese entonces decidió ofrecer versiones de su contenido dobladas al tamil.
En 2001, el crecimiento de nuevos originales de Cartoon Network siguió avanzando, con Sheep in the Big City, Time Squad y Samurai Jack siendo traídas. Gracias al gran número de originales de Cartoon Network que estaban en Cartoon Network, decidieron nombrar a estas series Cartoon Cartoons, el cual hizo que el bloque nocturno del viernes Cartoon Cartoon Fridays se introdujera en India más tarde en 2001. En 2000, Cartoon Network India transmitió la versión doblada al inglés de Heidi. Este programa no se ha transmitido en ningún otro canal doblado al inglés, ni ha aparecido en otros canales internacionales de Cartoon Network. También en 2001, Cartoon Network introdujo otros bloques de programación, incluyendo Toonami, Acme Hour, Prime Time, Boomerang (ahora un canal) y Cartoon Network After Dark. El bloque Toonami de Cartoon Network emitió la versión estadounidense de Dragon Ball Z por primera vez en India ese mismo año.
El 2002 vio más Cartoon Cartoons introducidos, incluyendo Grim & Evil, Whatever happened to Robot Jones? y Codename: Kids Next Door. Grim & Evil eventualmente se desprendió en 2 series separadas: The Grim Adventures of Billy & Mandy y Evil Con Carne. Liga de la justicia y ¡Mucha lucha! también debutaron en Cartoon Network en 2002. En 2003, no hubo nuevos programas originales de Cartoon Network añadidos a la grilla, pero hubo muchos bloques de programación nuevos y series no-Cartoon Cartoons añadidas. Los bloques de programación incluyen Boomeraction (actualmente un bloque en Boomerang), y Tiny TV (actualmente un bloque en Pogo y Boomerang). Las series añadidas a la programación en 2003 incluyen La Máscara: la serie animada, Pokémon, Digimon, y X-Men: Evolution. En 2004, el canal introdujo Foster's Home for Imaginary Friends, un programa completamente nuevo en la época el cual debutó ese año. Los bloques de programación introducidos en 2004 incluyen Fridays y Eyeballs A Go-Go. También, 2005 fue el año en el que el bloque de programación Boomerang fue convertido en un canal de televisión, el cual está mayormente no disponible en India.

El segundo logotipo de Cartoon Network, utilizado en varias formas y estilos desde el 7 de octubre de 2005 hasta el 14 de octubre de 2011.

En 2005, los bumpers fueron reemplazados con animaciones 3D de la "Ciudad CN (Cartoon Network)" en la que todos los personajes de Cartoon Network vivían. Bumpers específicos de series fueron reemplaados con animaciones 3D de una escena conocida de la serie en particular (por ejemplo, un bumper de El laboratorio de Dexter incluiría la casa de Dexter, un bumper de Powerpuff Girls incluiría probablemente la casa de las PPG, etc.). El logotipo retro fue reemplazado con el nuevo logo del estilo de la ciudad "CN", el cual fue remplazado en 2011 con el logo actual.
En 2006, muchos originales de Cartoon Network nuevos se estrenaron, incluyendo Robotboy, La vida y obra de Juniper Lee, Camp Lazlo, Hi Hi Puffy AmiYumi, My Gym Partner's a Monkey y Squirrel Boy. El apodo de "Cartoon Cartoons" anteriormente usado para los originales de Cartoon Network también fue dejado en 2006.
También estrenó la serie de anime Beyblade el 3 de junio de 2005, la cual disfrutó una posición N° 1 o N° 2 en el género infantil, junto con Pokémon.
El canal continuó emitiendo nuevos episodios y temporadas de Beyblade y Pokémon, y de sus películas, las cuales continuaron posicionándose N° 1 y N° 2 en el género infantil.
El 10 de octubre de 2007, Cartoon Network estrenó la serie Ben 10, que se convirtió en un éxito instantáneo en India. A partir de 2014, fue uno de los personajes con licencia más grandes de la India.
El 31 de agosto de 2008, el formato de los comerciales de Cartoon Network cambió. También cambiaron el nombre de Cartoon Network Theatre (el bloque de cine del canal) a Cartoon Network Popcorn con el tema visual principal siendo recurrente 'líneas dinámicas'. Más tarde en 2009, Cartoon Network comenzó a emitir Dragon Ball, el predecesor de Dragon Ball Z, por primera vez en India.
El 11 de diciembre de 2009, Cartoon Network estrenó la próxima serie en la franquicia de Ben 10, Ben 10: Fuerza Alienígena. También emitió nuevas películas de Ben 10.

### La década del 2010

Una variación del logotipo actual del canal que se asemeja a su logotipo original, utilizado desde el 8 de octubre de 2011.

Cartoon Network estrenó la tercera serie en la exitosa franquicia de Ben 10, Ben 10: Supremacía Alienígena el 10 de octubre de 2010. La nueva serie de Beyblade, Beyblade: Metal Fusion se estrenó en 2010-2011, los viernes y sábados, desde las 4 hasta las 5 de la tarde.
El 1 de octubre de 2011, Cartoon Network introdujo su nueva marca y logotipo. Diseñado por Brand New School, hace gran uso del motivo de tablero de ajedrez, así como variaciones y patrones de color CMYK. El eslogan "It's a Fun Thing!" (Es algo divertido!) también fue introducido. Sin embargo, a diferencia de los feeds de Pakistán y Asia, The Amazing World of Gumball se estrenó un año más tarde como Gumball Ki Atrangi Duniya.
En el año 2013, se asocia con la empresa Rovio Entertainment y emite la serie animada Angry Birds Toons, basada en el videojuego del mismo nombre.
Como lo indica el eslogan, los programas de comedia empezaron a ocupar la mayoría de franjas de tiempo. Aunque inicialmente Tom y Jerry ocupaba la mayoría de los turnos, más tarde, cuando Oggy y las cucarachas se estrenó en la India en julio de 2012, CN comenzó a transmitirlo horas seguidas cada día, lo cual incluso continuó hasta 2014. En enero de 2015, Cartoon Network India perdió los derechos de las temporadas 1 a 3 de Oggy y las cucarachas, y la temporada 4 a mediados de 2017 a manos de Nickelodeon.
Aunque CN mayormente emitía programas de comedia, las series de acción como Beyblade: Metal Fusion (y sus temporadas siguientes), se transmitieron inicialmente en la mañana, y más tarde a las 9 de la noche. También se emitió Dragon Ball Z a las 10 de la noche.
CN estrenó la cuarta serie de la franquicia exitosa de Ben 10, Ben 10: Omniverse el 26 de noviembre de 2012.
A partir de la nueva era, "It's a Fun Thing", CN comenzó a emitir programas sin proporcionar ninguna información a través de las emisiones en el canal, como anuncios y bumpers al aire. Thundercats, Beyblade Metal Masters y Beyblade Metal Fury, Scooby-Doo! misterios S.A. fueron estrenados sin información acerca de la fecha de estreno y los tiempos en el canal, y la información presente solo en grillas.
Series animadas como Linterna Verde: La Serie Animada, DreamWorks Dragones, Scooby-Doo! misterios S.A., The Looney Tunes Show y Thundercats se emitieron, pero por alguna razón todos estos programas emitieron solo las primeras temporadas, y las segundas temporadas aún no se estrenaron.
CN le cedió su serie exitosa Pokémon a su canal hermano Pogo en 2011, habiendo transmitido hasta la temporada 11, pero luego volvió a CN en 2014, empezado con el episodio de la temporada 4 "Pokémon negro y Pokémon blanco".
En verano de 2015, nuevas series como Uncle Grandpa, Beyblade: Shotgun Steel, Clarence, y nuevos episodios de Ben 10: Omniverse comenzaron a emitirse. En mayo de 2015, Cartoon Network India celebró su cumpleaños N° 20 con especiales de varias series incluyendo especiales del clásico Los Picapiedra. Empezando en junio de 2015, comenzaron a emitirse nuevas promos para cada nuevo episodio de series como Steven Universe, Ben 10: Omniverse, y Uncle Grandpa.
Desde 2016 CN India empezó a mostrar los programas en formato 16:9, pero el canal sigue siendo nativo en formato 4:3.
En agosto de 2017, Cartoon Network empezó a emitir Oggy y las cucarachas desde la temporada 5 en adelante. Como antes, se emite continuamente durante el día. Cartoon Network también emitió algunas series clásicas durante las noches de fines de semana en un bloque llamado "Get Tooned with Toonami", pero fue bruscamente descontinuado en octubre a favor de Dragon Ball Super.
El 1 de septiembre de 2017 el doblaje de Bang Zoom de Dragon Ball Super comenzó a emitirse los fines de semana en Cartoon Network en un turno tarde sin promoción. Anteriormente se transmitía en Toonami hasta que se convirtió en un canal de caricaturas clásicas. A mediados de diciembre de 2017, Cartoon Network comenzó a emitir en silencio películas de Dragon Ball Z en noches de domingo.
Dragon Ball Super reemplazó a Dragon Ball Z en el turno de noche tarde desde el 1 de enero de 2018 en adelante.
En septiembre de 2018, Cartoon Network India comenzó a estrenar nuevas series como Unikitty!, OK K.O.! Let's Be Heroes, Ben 10 Challenge y Running Man.
El canal celebró el 20 aniversario de Powerpuff Girls y anunció un especial "The Pow-fect Girls" (una lista que presenta a 20 mujeres extraordinarias).
En julio de 2019, el canal estrenó Mr. Magoo a las 5 p. m. (IST) todos los días de la semana.
Cartoon Network India recuperó la franquicia Tom y Jerry en 2019 con Tom and Jerry Tales y The Tom and Jerry Show (2014). Anteriormente se trasladó a Pogo TV.
Otras series de televisión notables lanzadas en la década de 2010 fueron Horrid Henry (9 de abril de 2012), Teen Titans Go! (23 de marzo de 2015) y Mighty Magiswords (6 de mayo de 2017).

### La década del 2020
En abril de 2020, Cartoon Network India eliminó su canal de audio en inglés y adquirió la serie de televisión ZeeQ Bandbudh Aur Budbak. La cuarta temporada de The Tom and Jerry Show se estrenó el 14 de noviembre de 2020 con un nuevo comentario de voz en off.
El 22 de febrero de 2021, Super Shiro, una serie derivada de Crayon Shin-chan, hizo su debut en India en Cartoon Network. En marzo de 2021, CN también inició Nate is Late. El canal creó su propia serie animada titulada Dabangg, basada en la serie de películas, el 31 de mayo de 2021. El 27 de junio de 2021, el canal estrenó su primera serie animada CGI original, Ekans: Ek Se Badhkar Snake.
El canal celebró el Día Internacional del Gato con episodios consecutivos de The Tom and Jerry Show transmitidos el 8 de agosto de 2021, utilizando el apodo de Cat-Toon Network, que también utilizó la cadena estadounidense para celebrar el Día de los Inocentes. La tercera temporada de Grizzy and the Lemmings titulada Grizzy and the Lemmings World Tour también se inició a partir del 9 de agosto de 2021. Un episodio especial de tres siete minutos de Lamput se estrenó el 14 de agosto de 2021. El 22 de agosto de 2021, la película Ben 10,010 llegó al canal en forma de Ben 10 Special.
En noviembre de 2021, Cartoon Network emitió la serie de películas de Harry Potter. Cartoon Network también comenzó a emitir Taffy el 24 de enero de 2022.
Para celebrar el 82.º aniversario de Tom y Jerry, el canal decide transmitir Tom and Jerry Tales del 7 al 11 de febrero a las 10:30 a. m. IST en adelante. Sin embargo, continuó hasta finales de abril de 2022 en un momento diferente con las otras series de Tom y Jerry como The Tom and Jerry Show (1975), The Tom and Jerry Show (2014) y sus cortos teatrales de 1940-1975. La cadena también inició series más nuevas de Tom y Jerry como Tom and Jerry in New York a partir del 18 de marzo de 2022.
El 30 de marzo de 2022, Cartoon Network India comenzó a utilizar la marca y los gráficos "Redraw Your World", al igual que sus homólogos de EE. UU. y Asia. Con el cambio de marca, Cartoon Network también anunció el lanzamiento del bloque Cartoonito en el canal.
El 22 de mayo de 2022, Cartoon Network India transmitió el maratón de Dragon Ball Super, Dragon Ball Super Sunday.
La nueva temporada de Teen Titans Go! se estrenó en el canal el 26 de junio de 2022 en forma de maratón, Teen Titans Go! Super Sunday. En julio de 2022, el canal lanzó un nuevo bloque de programación, Morning Laughter Club, a partir de las 7:00 a. m. IST. Transmitió principalmente programas como The Tom and Jerry Show, Lamput, Maca & Roni y Taffy.
El 24 de octubre de 2022, el canal estrenó Digimon Adventure.
El 15 de enero de 2023 el canal estrenó Mechamato. Y relanzó Digimon Adventures el 19 de febrero en forma de Digimon Adventures Super Sunday.
El canal estrenó Dragon Ball Z Kai el 16 de abril de 2023 en cinco idiomas, incluidos hindi, tamil, telugu, kannada y malayalam.
Desde el 23 de abril de 2023, el canal comenzó a transmitir películas de Dragon Ball los domingos en forma de Dragon Ball Z Blockbuster, comenzando con Dragon Ball Z: Cooler's Revenge en cinco idiomas, incluidos hindi, tamil, telugu, kannada y malayalam. Y estrenó Dragon Ball Z Kai: The Final Chapters en agosto de 2023.
En agosto de 2023, Cartoon Network anunció que emitiría el popular anime Shonen My Hero Academia en el canal. El canal estrenó la serie el 10 de septiembre de 2023 en cinco idiomas, incluidos hindi, tamil, telugu, kannada y malayalam.
El 16 de septiembre de 2023, con motivo del 84.º Día de Batman, el canal emitió Batman: The Animated Series a las 6:30 p. m. (hora estándar de la India).
En octubre de 2023, el canal estrenó Ben 10-Generator Rex: Heroes United por primera vez en forma de Ben 10.10.10 Special el 10 de octubre. Y el 21 de octubre de 2023, el canal, junto con su canal hermano, Pogo, estrenó la primera versión localizada de Tom y Jerry animada por dos estudios de animación con sede en India y Singapur.
El canal estrenó las películas de My Hero Academia el 3 de diciembre de 2023 en forma de My Hero Academia Blockbuster.
El 21 de enero de 2024, se presentó el 'Big Block Anime' (un bloque) que consiste principalmente en animaciones de anime como Dragon Ball Super, Dragon Ball Z Kai and My Hero Academia. Y estrenó We Baby Bears el 29 de enero.

## Canales relacionados

### Cartoon Network HD+

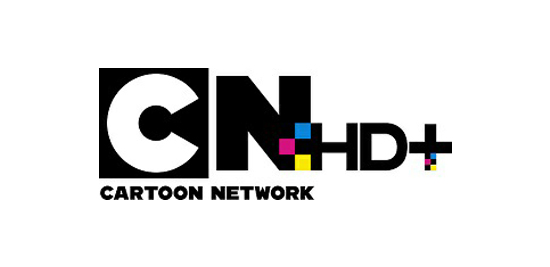
El logotipo de Cartoon Network HD+, desde el 15 de abril de 2018.

Cartoon Network HD+ fue lanzado el 15 de abril de 2018. Presenta nuevos episodios de originales de Cartoon Network como Adventure Time, The Amazing World of Gumball y contenido exclusivo.

### Bloque de Cartoon Network
Zee TV lanzó un bloque de programación de Cartoon Network en 2002. El bloque presentaba programas como Scooby-Doo, La Máscara: la serie animada, The Powerpuff Girls, El laboratorio de Dexter, Pinky y Cerebro, Brian O'Brian, Samurai Jack, The Real Adventures of Jonny Quest, Los Picapiedra, Los Supersónicos, Tom & Jerry Kids, Superman: la serie animada, Capitán Planeta y los planetarios, Ed, Edd y Eddy, The Road Runner Show, Courage the Cowardly Dog, Sheep in the Big City, Mike, Lu y Og, The Sylvester & Tweety Mysteries y Batman: la serie animada. Emitía programas dos veces al día.
En 2006, DD National introdujo un bloque de Cartoon Network llamado "Cartoon Network ki Duniya" que emitía programas como Codename: Kids Next Door, Mad (del canal hermano Pogo) y Galli Galli Sim Sim.

### Ofertas digitales y de libre transmisión
En 2016, Turner India firmó un acuerdo de distribución con la app de libre transmisión de Viacom 18, Voot. A través de esta unión estratégica, Voot puede transmitir las propiedades de Turner de Cartoon Network y Pogo TV como The Powerpuff Girls, Ben 10, El laboratorio de Dexter, Roll No 21, Samurai Jack, Johnny Bravo y Mad en su sección de Niños.
En 2017, Turner Broadcasting System Asia-Pacific firmó un acuerdo con Prime Video India. A través de este acuerdo, Amazon puede transmitir programas de Cartoon Network como la franquicia de Ben 10, Johnny Bravo, The Powerpuff Girls, Kumbh Karan, Roll No 21 y El laboratorio de Dexter en su sección de Niños y Familia.

### Cartoon Network en hindi (MENA)

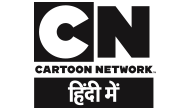
Logotipo de Cartoon Network en hindi, utilizado desde el 1 de abril de 2016.

Cartoon Network Hindi es un canal de televisión en idioma hindi disponible en Medio Oriente y África del Norte, dirigido a los expatriados indios en la región. Esta versión es operada por Warner Bros. Discovery EMEA (que también maneja los canales en la región), a diferencia de la versión del sur de Asia que es parte de Warner Bros. Discovery Asia-Pacific. Lanzado el 1 de abril de 2016, el canal está disponible exclusivamente en la plataforma de televisión satelital BeIN Network.
El 12 de enero de 2017, el canal se convirtió a Full HD (1080i), además de cambiar al paquete Dimensional.

### CN+
En 2014, Cartoon Network se asoció con Tata Sky para lanzar un servicio activo llamado CN+. El servicio está disponible todos los días durante aproximadamente una o dos horas. Transmite episodios selectos de programas exitosos como Ben 10 (y series relacionadas), Beyblade: Metal Fusion (y series relacionadas), series originales de Cartoon Network como The Amazing World of Gumball, League of Super Evil, Tom y Jerry (y series relacionadas), Ed, Edd y Eddy y películas de Ben 10, Pokémon entre otros.

### Toonami
El 26 de febrero de 2015, Turner India lanzó un nuevo canal basado en su antiguo bloque, Toonami. Presentó programas como Batman, Superman, Justice League, Transformers y Dragon Ball Z. El 1 de julio, el canal se transformó en una réplica de Boomerang y emitió programas como Los Supersónicos, Los Picapiedra y Oso Yogui. El canal cesó sus operaciones al final del 15 de mayo de 2018.